# Pedro de Campaña

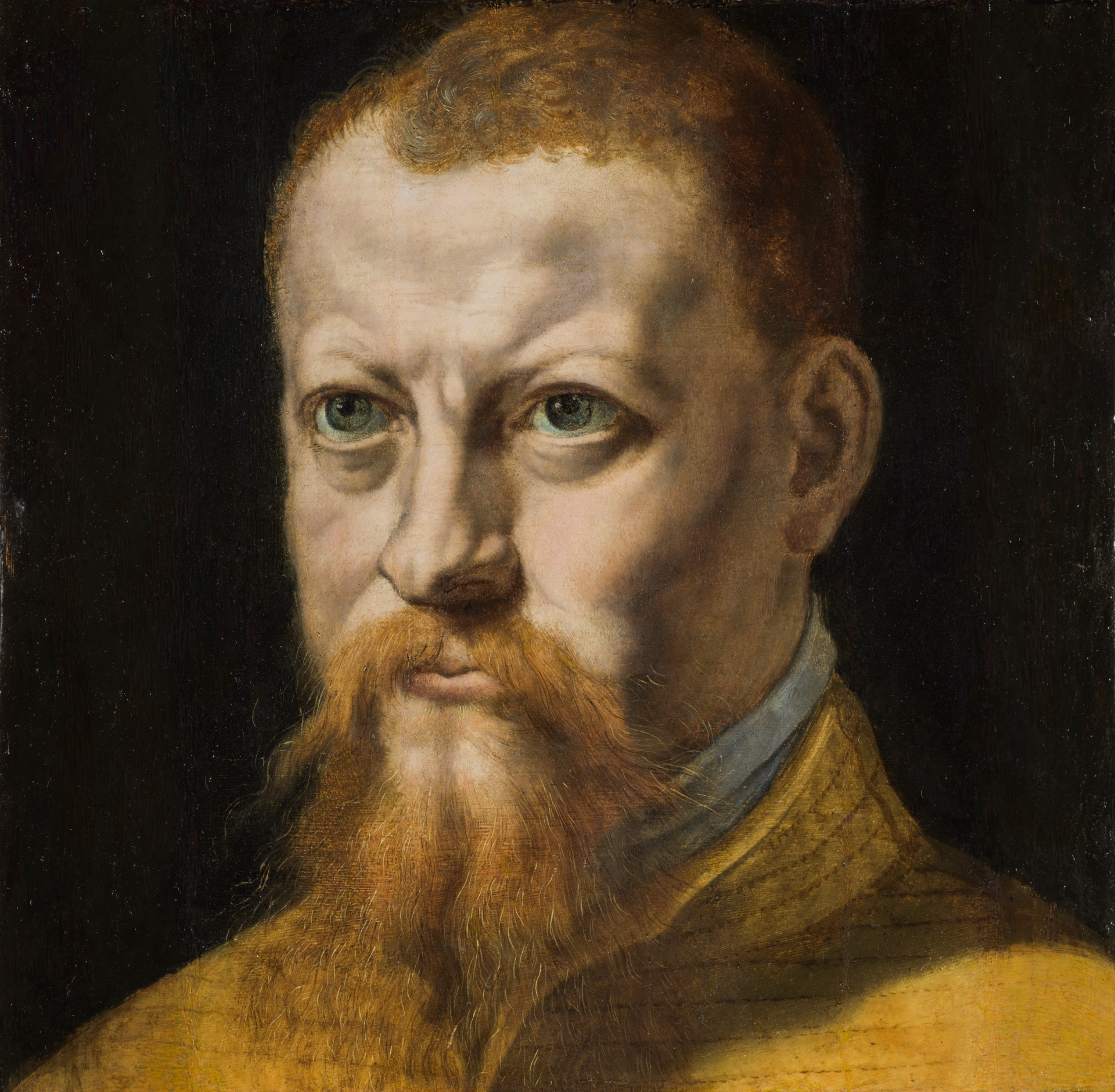
Selbstporträt, um 1550. Museo del Prado.

Pedro de Campaña, auch Peter de Kempener; eigentlich wohl Champagne oder van de Velde, de Kempeneer (* 1503 in Brüssel; † um 1580 ebenda) war ein flämischer Architekt, Bildhauer und Maler.

## Leben
Campaña wurde auch als „Maese Pedro Campaña“ und signierte seine Gemälden mit „Petrus Campaniensis“ oder „Feterus Kampania“. 1529 ging er nach Italien, bildete sich nach Raffael und Michelangelo. Er beteiligte sich 1530 auf seiner Reise nach Rom in Bologna an den Dekorationsbetonten für den Empfang Karls V. und malte den für dessen Krönung bestimmten Triumphbogen. In Rom wurde Kardinal Marino Grimani von Aquileja sein Gönner und nahm ihn mit nach Venedig. Durch die Vermittlung Pietro Aretinos fertigte er für die Familie Grimani 1530 ein Bildnis von Karl V. im Krönungsornat. Die Angaben zu seinem Zeit in Italien schwanken zwischen 10 und 20 Jahren.
Später zog er nach Sevilla, wo er spätestens ab 1547 rund 24 Jahre lang lebte. In Spanien galt er als Gefolgs- und Mittelsmann Raffaels uns Michelangelos, wobei seine Bilder eher den Schülern dieser Künstler nahe. Er soll um 1540 Altäre in Cordoba und Ecija angefertigt haben. Von 1547 bis 1562 war er in Sevilla ansässig. Nach seinem Aufenthalt in Spanien kam er nach Brüssel, wo er Kartons für die Tapetenweber zeichnete und Oberingenieur des Herzogs von Alba wurde. Am 27. Mai 1563 wurde er von der Stadt zum Nachfolger des Malers Michiel Coxcie zum künstlerischen Leiter der Tapetenfabrik und Kartonzeichner ernannt und mit einem Gehalt von 50 Gulden entlohnt.
Gegen Ende seines Lebens soll er in seine Vaterstadt zurückgekehrt und dort zwischen 1580 und 1588 an Altersschwäche gestorben sein.

## Werke
Von ihm sind verschiedene Werke in Sevilla erhalten. Sein berühmtestes ist die Darstellung der Kreuzabnahme in der großen Sakristei der Kathedrale, die Murillo so sehr bewundert haben soll, in welcher aber die Hauptanordnung der von Marcanton gestochenen Komposition Raffaels entlehnt ist. Weitere Gemälde finden sich in der Mariscalkapelle der Kathedrale. Besonders zu erwähnen sind Campañas künstlerische Ausgestaltungen des Altars der Kirche St. Anna in Triana, eines Stadtteils Sevillas, welcher in der Mitte den Kampf des heiligen Georg mit dem Drachen darstellt. Umgeben ist der Altar von 15 Bildern, die Vorgänge aus dem Leben Marias darstellen. Campaña vereinigte die Manier der Raffael’schen Schule mit seiner frühesten niederländischen Erziehung; aus jener gewann er eine freiere Auffassung der Form und Komposition, aus dieser bewahrte er sich eine fleißige Durchführung und ein gediegenes Kolorit. Zu einer vollkommen frei durchgebildeten Formengebung und einem tieferen Verständnis für die allgemeine Haltung brachte er es jedoch nicht.

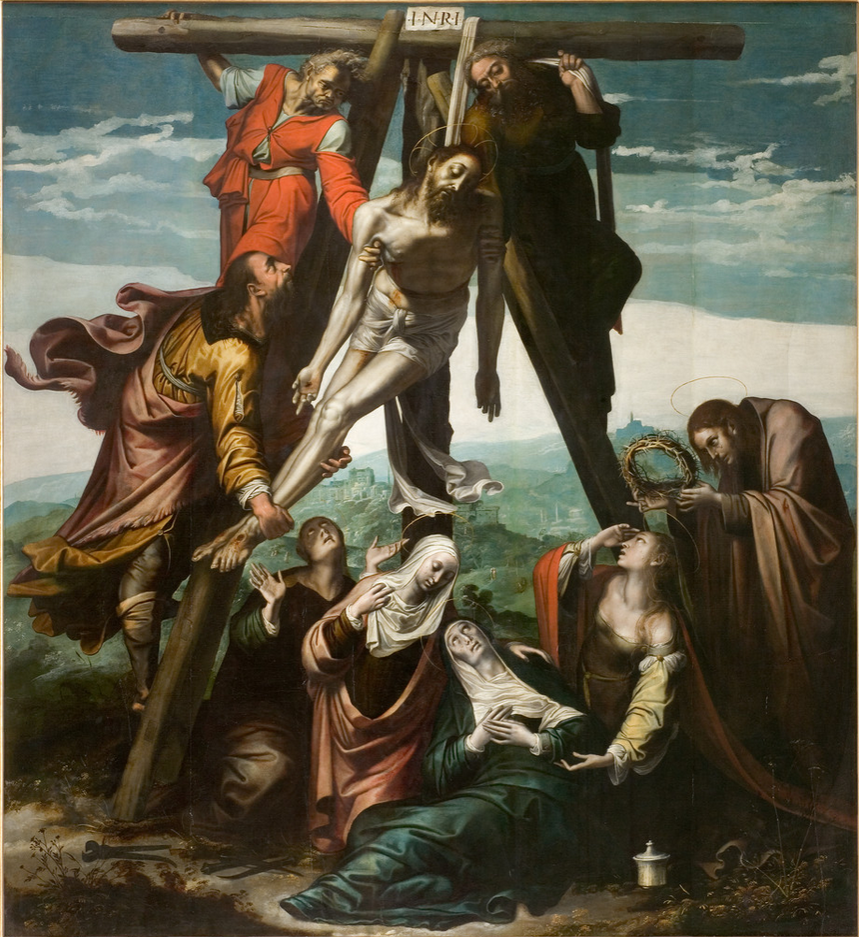
Kreuzabnahme, 1537
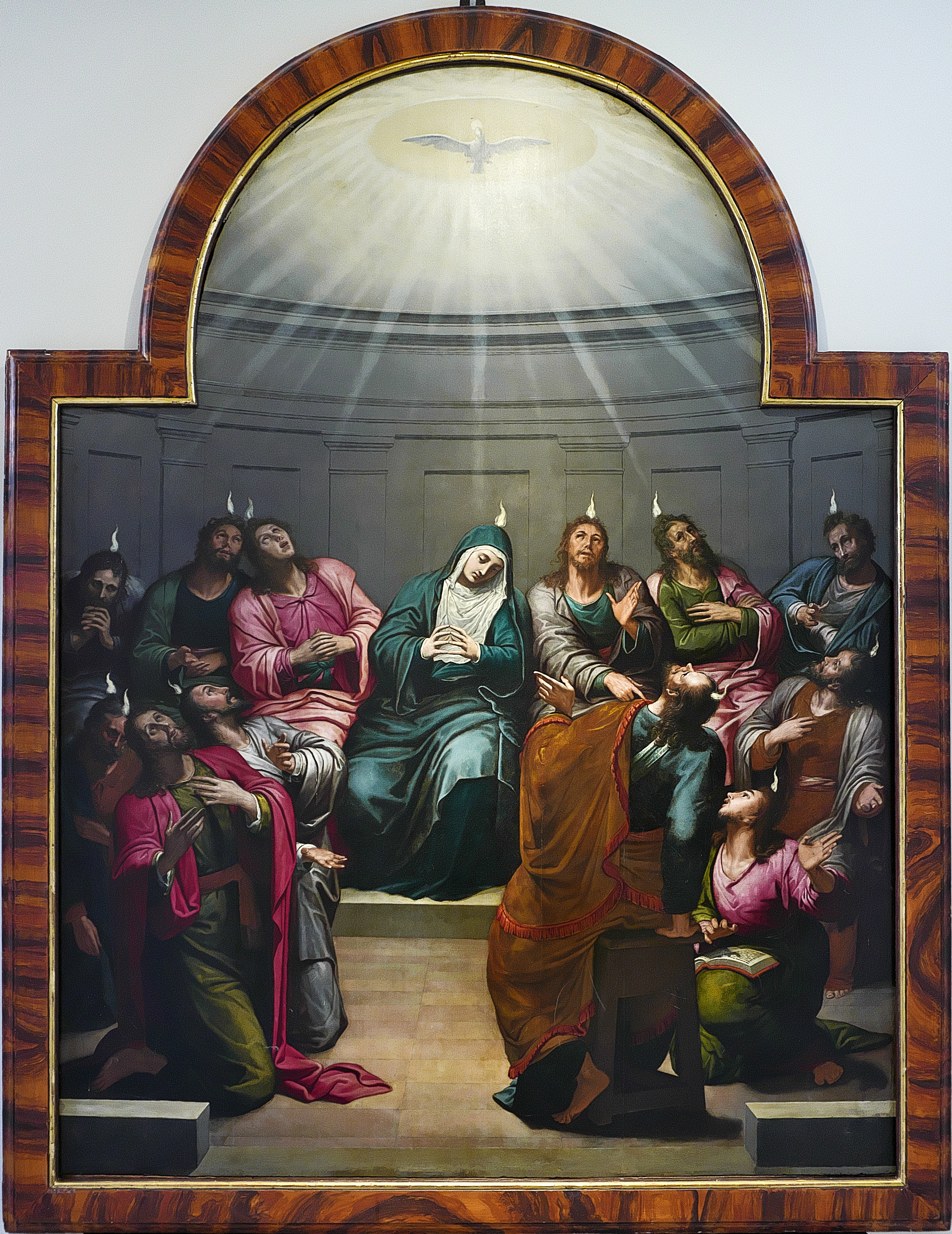
Pfingstbildnis, 1556

## Familie
Kemperer hatte einen Sohn Juán Bautista de Kempener (Campaña), der vor 1569 in Sevilla geboren wurde, dort bis mindestens 1594 tätig und ebenfalls Maler war. Er blieb bei der Rückkehr seines Vaters nach Brüssel in Sevilla und war dort mit Antonia (geborene Giron) vermählt.
Zur Familie Kempener gehörten mehrere Maler, Tapissiere und Bildwirker.